# Bart Van Peer
Bart Van Peer (22 april 1982) is een Belgisch acteur en scenarist, die van opleiding master in de fysica (Universiteit Gent 2005) en bachelor in marketing (LUCA School of Arts 2008) is.

## Biografie
Van Peer werkte onder meer voor het reclamebureau Duval Guillaume, de VRT en Woestijnvis.
Hij begon als improvisatieacteur bij de The Lunatic Comedy Club, een gezelschap waar ook Henk Rijckaert deel van uitmaakte. Dankzij Rijckaert werd hij aangenomen als grafisch vormgever bij diens programma Zonde van de zendtijd. Vervolgens was hij één van de redacteurs en vaste gasten in het programma De schuur van Scheire en langs die weg belandde hij als acteur in sketches in het programma De Ideale Wereld. Voor dit laatste programma maakte hij ook het spelletje Vladi Bird, een parodie op Flappy Bird en een aanklacht tegen de homofobie van Vladimir Poetin.
In 2013 speelde hij als acteur in het improvisatieprogramma Spelen met uw Leven op VIER. Bij een van de sketches, met een scheve vloer, kwam hij ten val en liep een dubbele armbreuk op. Daarna verscheen hij als reporter in het programma De Ideale Wereld, in 2014, waar hij vanaf 2019 sidekick in werd. In februari 2015 startte het tiendelige televisieprogramma De schuur van Scheire, waarin Van Peer licht satirische wetenschappelijke experimenten probeerde uit te voeren, hopende dat deze succesvol waren.
In januari 2020 startte de reeks Brain Man, waarin hij samen met Otto-Jan Ham op zoek gaat naar manieren om de werking van de hersenen te verbeteren.